# Região Geográfica Imediata de São Francisco
A Região Geográfica Imediata de São Francisco é uma das 70 regiões imediatas do estado brasileiro de Minas Gerais, uma das sete regiões imediatas que compõem a Região Geográfica Intermediária de Montes Claros. Criada em 2017 pelo Instituto Brasileiro de Geografia e Estatística (IBGE), é composta por seis municípios, sendo o município de São Francisco o mais populoso com uma população estimada de 56 625 habitantes.

## Municípios
| Município       | População (est. 2021) | Área          | Fonte |
| --------------- | --------------------- | ------------- | ----- |
| Chapada Gaúcha  | 14 217                | 3 255,189 km² | [ 3 ] |
| Icaraí de Minas | 12 200                | 625,664 km²   | [ 4 ] |
| Pintópolis      | 7 540                 | 1 228,736 km² | [ 5 ] |
| São Francisco   | 56 625                | 3 308,100 km² | [ 2 ] |
| São Romão       | 12 713                | 2 434,004 km² | [ 6 ] |
| Ubaí            | 12 661                | 820,524 km²   | [ 7 ] |